# Nina Simone with Strings
Nina Simone with Strings è un album in studio della cantante e pianista statunitense Nina Simone, pubblicato nel 1964.

## Tracce
Lato A
1. I Loves You Porgy – 4:00 (DuBose Heyward, George Gershwin, Ira Gershwin) – Registrazione effettuata circa nel 1963 a New York City
2. Blackbird – 2:06 (Herbert Sacker, Nina Simone) – Registrazione effettuata circa nel 1963 a New York City
3. Falling in Love Again (Can't Help It) – 2:38 (Frederick Hollander, Sammy Lerner) – Registrazione effettuata circa nel 1963 a New York City
4. Baubles, Bangles and Beads – 2:04 (Robert Wright, George Forrest, basato su un tema di Alexander Borodin) – Registrato nel 1961 a New York City
5. Spring Is Here – 2:37 (Lorenz Hart, Richard Rodgers) – Registrato nel 1961 a New York City

Durata totale: 13:25
Lato B
1. That's All – 2:24 (Bob Haymes, Merle Travis) – Registrazione effettuata circa nel 1963 a New York City
2. Chain Gang – 2:40 (Sam Cooke) – Registrazione effettuata circa nel 1963 a New York City
3. The Man with a Horn – 3:17 (Edgar DeLange, Truman Elliot Jenney, Bonnie Lake) – Registrazione effettuata circa nel 1963 a New York City
4. Porgy, I Is Your Woman (Bess, You Is My Woman) – 3:22 (DuBose Heyward, George Gershwin, Ira Gershwin) – Registrato nel 1961 a New York City
5. Pigs Foot and a Bottle of Beer – 2:05 (Wesley Sox Wilson) – Registrato nel 1961 a New York City

Durata totale: 13:48
- Brano B2 nell'ellepì originale reca il titolo (errato) di Chaing Gang, in realtà si tratta della canzone Work Song
- Brano B4 nell'ellepì originale reca il titolo di Porgy, I Is Your Woman (Bess, You Is My Woman), il titolo esatto è Porgy, I Is Your Woman Now (Bess, You Is My Woman).
- Brano B5 nell'ellepì originale reca il titolo (errato) di Pigs Foot and a Bottle of Beer, l'esatto titolo è Gimme a Pigfoot (And a Bottle of Beer).

## Formazione
A1, A2, A3, B1, B2 e B3
- Nina Simone - voce, pianoforte
- Orchestra non nota

A4, A5, B4 e B5
- Nina Simone - voce, pianoforte
- Al Schackman - chitarra
- Chris White - contrabbasso
- Bobby Hamilton - batteria